# Józef Cybulski
Józef Cybulski (ur. 22 lipca 1840 w Służewie, zm. 14 stycznia 1912 w Warszawie) – polski aktor teatralny i dyrektor teatrów prowincjonalnych i warszawskich teatrów ogródkowych.

## Wczesne lata
Ukończył pięć klas gimnazjum w Warszawie. Zanim wstąpił na scenę, pracował jako aplikant u adwokata.

## Kariera aktorska
Debiutował w zespole teatralnym Józefa Barańskiego (1858). W kolejnych latach występował w wielu zespołach teatrów prowincjonalnych; Józefa Gaweckiego (1861, 1874), Pawła Ratajewicza (1861. 1874), Jana Chełmikowskiego (1865, 1865), Jana Chrzciciela Okońskiego (1865–1866), Anastazego Trapszy (1866, 1868, 1871), Lucjana Ortyńskiego (1867), Aleksandra Carmantranda (1868–1869), Władysława Dębskiego (1875) i Wawrzyńca Kasprzykowskiego (1876), Józefa Teksla (1881) i Marii Posiadłowskiej-Korini (sez. 1898/1899) a także w warszawskich teatrach ogródkowych: "Tivoli", "Alhambra", "Letnim", "Alkazar", "Antokol", "Pod Lipką" i "Eldorado". Występował również w teatrach stałych: w Łodzi w sezonach 1864/1865 i 1866/1867, w Krakowie w sezonie 1872/1873 i w Poznaniu w sezonie 1873/1874. Zadebiutował w Warszawskich Teatrach Rządowych (1874), jednak nie został zaangażowany. Wystąpił m.in. w rolach: Józefa (Qui pro quo), Papkina (Zemsta), Melchiora (Chcę sobie pohulać Johanna Nepomuka Nestroy'a), Szczęsnego (Wujaszek całego świata Rodericha Juliusa Benedixa), Komornika (Żydzi), Ignacego (Marcowy kawaler), Bolbeckiego (Consilium facultatis), Horodniczego (Rewizor), Sapibrzucha (Skalmierzanki), Majora (Panna mężatka), Januarego (Emancypowane) i Kapelana (Damy i huzary).

## Zarządzanie zespołami teatralnymi
W 1870 r. zorganizował własny zespół teatralny, wraz z którym występował w: Kutnie, Włocławku, Ciechocinku, Częstochowie i Piotrkowie. Zespół został rozwiązany w listopadzie 1871 r. Przez krótki czas w 1874 r. prowadził samodzielnie teatr w Ciechocinku, a następnie w Siedlcach (maj i czerwiec 1875). W 1876 prowadził własny zespół, który dawał przedstawienia w Kutnie, Sieradzu i Skierniewicach. W czerwcu 1886 r. w Łowiczu współprowadził zespół z Feliksem Ratajewiczem. W latach 1890–1892 r. samodzielnie prowadził teatr w Będzinie, a następnie w Otwocku (1892), Sandomierzu (1893), Sosnowcu, Dąbrowie Górniczej i Częstochowie (1894). W miesiącach letnich pełnił również funkcję dyrektora warszawskich teatrów ogródkowych: "Antokol" (1875, wspólnie z Adamem Jaworskim), "Czyste" (1888) i "Promenada" (1889, 1896).

## Twórczość
Józef Cybulski tworzył antologie utworów teatralnych (piosenki, humoreski, adaptacje utworów literackich):
- Zbiór piosnek teatralnych ofiarowany protektorom i lubownikom sztuki na pamiątkę zgonu ś. p. Stanisława Moniuszki dnia 4 czerwca 1872 roku (1872)
- Śpiewnik warszawski składający się przeważnie z śpiewek popularnych i niektórych deklamacyi (1883)
- Piosnki nasze (1893)
- Śpiewnik polski (1897, 1899)
- Wiązanka polska składająca się z gawęd, deklamacyj i humoresek wierszowanych i prozą (1901)
- Pogadanki warszawskie (1904)
- Najpopularniejszy śpiewnik warszawski (1908, 1911)
- Deklamator polski (1909)